# Deposició de nanopartícules

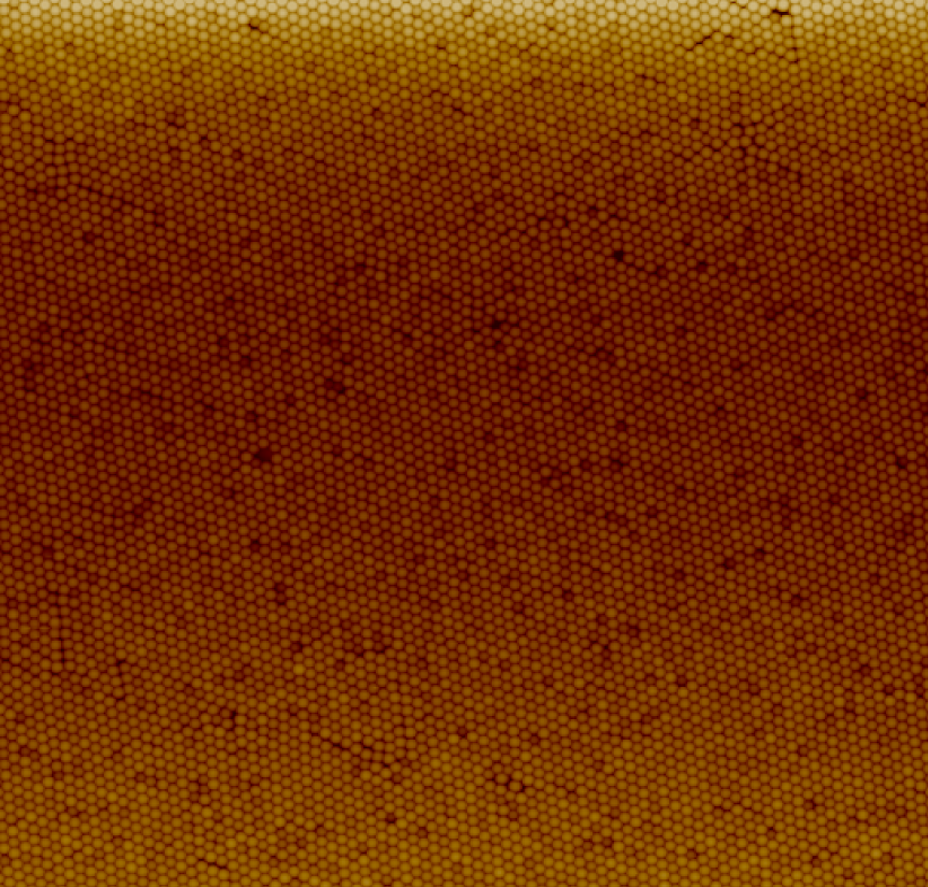
Recobriment de nanopartícules de nanopartícules de poliestirè sobre quars preparat amb el mètode Langmuir-Blodgett.

La deposició de nanopartícules es refereix al procés d'unir nanopartícules a superfícies sòlides anomenades substrats per crear recobriments de nanopartícules. Els recobriments poden tenir una monocapa o multicapa i una estructura organitzada o no organitzada en funció del mètode de recobriment utilitzat. Les nanopartícules solen ser difícils de dipositar a causa de les seves propietats físiques.

## Reptes
Les nanopartícules es poden fer de diferents materials com ara metalls, ceràmiques i polímers. L'estabilitat de les nanopartícules pot ser un problema, ja que les nanopartícules tenen tendència a reduir la seva energia superficial molt elevada, que s'origina per la seva alta relació superfície-volum. Les nanopartícules nues tendeixen a estabilitzar-se ja sigui per l'absorció de molècules de l'entorn o per la reducció de la superfície mitjançant la coagulació i l'aglomeració. En general, la formació d'aquests agregats no és desitjada. La tendència d'una nanopartícula a coagular es pot controlar modificant la capa superficial. En un medi líquid, les molècules de lligands adequades s'uneixen habitualment a la superfície de les nanopartícules, ja que proporcionen solubilitat en dissolvents adequats i eviten la coagulació.

## Mètodes de deposició
Hi ha diversos mètodes de recobriment diferents disponibles per dipositar nanopartícules. Els mètodes es diferencien per la seva capacitat de controlar la densitat d'empaquetament de partícules i el gruix de la capa, la capacitat d'utilitzar diferents partícules i la complexitat del mètode i la instrumentació necessària.

## Langmuir-Blodgett
En el mètode Langmuir-Blodgett, les nanopartícules s'injecten a la interfase aire-aigua en un aparell especial de Langmuir-Blodgett. Les partícules flotants es comprimeixen més a prop les unes de les altres amb barreres motoritzades que permeten controlar la densitat d'empaquetament de les partícules. Després de comprimir les partícules fins a la densitat d'embalatge desitjada, es transfereixen sobre un substrat sòlid mitjançant immersió vertical (Langmuir-Blodgett) o horitzontal (Langmuir-Schaefer) per crear un recobriment monocapa. Els recobriments multicapa controlats es poden fer repetint el procediment d'immersió diverses vegades.

## Recobriment per immersió i recobriment per centrifugació
Els mètodes de recobriment per gir i immersió són mètodes senzills per a la deposició de nanopartícules. Són eines útils, especialment per crear capes i pel·lícules autoassemblades on la densitat d'embalatge no és crítica. Es poden utilitzar velocitats de retirada de mostres precises i sense vibracions per controlar el gruix de la pel·lícula. La creació de monocapes d'alta densitat sol ser molt difícil, ja que els mètodes no tenen el control de la densitat d'embalatge. A més, el volum de suspensió de nanopartícules necessària tant per al recobriment de rotació com per al recobriment d'immersió és bastant gran, cosa que pot ser un problema quan s'utilitzen materials de nanopartícules cares.

## Aplicacions de recobriment de nanopartícules
Els recobriments i les pel·lícules primes fetes de nanopartícules s'estan utilitzant en diverses aplicacions, com ara pantalles, sensors, dispositius mèdics, emmagatzematge d'energia i recollida d'energia. Alguns exemples inclouen
- Ús d'òxid de grafè per a aplicacions en electrònica
- Ús de nanopartícules d'òxids metàl·lics, nanotubs de carboni i punts quàntics en fotovoltaics, pantalles i sensors
- Ús de polímers i nanocomposites en patrons nanolitogràfics
- Ús de nanopartícules per dispersar la llum, creant nous efectes òptics